# 专项储备
专项储备，是一个权益类会计科目和报表科目，适于用执行中国《企业会计准则》的企业。其用于核算高危行业企业按照规定提取的安全生产费以及维持简单再生产费用等具有类似性质的费用。

## 会计处理
当企业计提安全费用时，做如下分录：
- 借：生产成本或费用
- 贷：专项储备

企业使用提取的安全生产费时，属于费用性支出的，直接冲减专项储备。企业使用提取的安全生产费形成固定资产的，应当通过“在建工程”科目归集所发生的支出，待安全项目完工达到预定可使用状态时确认为固定资产；同时，按照形成固定资产的成本冲减专项储备，并确认相同金额的累计折旧。该固定资产在以后期间不再计提折旧。
該儲備的期末余额在资产负债表中所有者权益项下库存股和盈余公积之间的专项储备科目列报。